# Lidis
Els lidis (en grec antic λύδιος) eren el poble que vivia a Lídia. Probablement, eren diferents d'un poble anterior que vivia al mateix territori.
En Homer no apareix el nom de Lídia, sinó el de Meònia, i el poble que habitava el territori que després seria Lídia, l'anomena dels meonis (Μἥονες), que segons el "Catàleg dels troians" a la Ilíada van lluitar al costat de Príam a la guerra de Troia.
El primer autor que parla dels lidis és el poeta líric Mimnerm. La seva ciutat, Colofó, va ser conquerida pel rei de Lídia. Heròdot diu que originàriament la regió s'anomenava Meònia, i els meonis eren els seus habitants. Van agafar el nom de lidis a partir de Lidos, fill d'Atis, i en conseqüència, meonis i lidis eren el mateix poble. Però altres autors, segons diu Estrabó, pensaven que meonis i lidis eren pobles diferents, i que els meonis van ser conquerits pels lidis. La distinció va durar temps i el territori de l'alt Meandre era conegut encara al segle i aC com a Meònia. Claudi Ptolemeu i també Plini el Vell ja parlen de Meònia com una part de Lídia i situen als meonis entre Filadelfia i Tralles. Quan es va generalitzar el nom de lidis per aquell poble, els autors antics van aplicar el nom a tots els habitants del territori, fins i tot als meonis en un temps en què els lidis encara no hi havien arribat.
Els meonis eren sens dubte un poble indoeuropeu, que alguns autors relacionen amb els pelasgs o tirrens, "perquè els tirrens habitaven l'illa de Lesbos abans que hi arribessin els grecs", indica Estrabó, i Menècrates d'Elea diu que habitaven tota la costa de Jònia. S'assigna als lidis un origen diferent dels meonis; la primera dinastia lídia hauria estat heràclida però l'origen dels lidis no seria pas grec, puix que eren diferents per la llengua i la religió, encara que van adoptar institucions semblants a les dels grecs. Heròdot relliga la dinastia governant amb Assíria. Els lidis, els misis i els caris haurien tingut un origen comú i compartien algunes característiques religioses i de llenguatge, diu Heròdot. La llengua dels lidis era el lidi, una llengua indoeuropea que se sap que es va parlar al menys des del segle vii aC fins al segle i aC. També es considera que els lidis no tenien res en comú amb els pelasgs.
Els lidis i els caris eren nacions que conreaven les arts, culturalment en res inferiors als grecs. Abans de la seva conquesta pels perses, eren un poble valent i guerrer, i la seva cavalleria era considerada com molt eficaç a la guerra. Cir II el Gran va reduir a propòsit els seu esperit bèl·lic, els va prohibir l'ús d'armes i els va obligar a practicar la dansa i el cant en lloc d'exercicis militars, segons diuen Heròdot i Justí. La seva dedicació a la música i a la dansa va ser la causa que els grecs diguessin que havien inventat els jocs gimnàstics. El mode de vida imposada pels conqueridors els va portar a costums cada dia més efeminats, fins al punt que el seu efeminament era notori. Això no obstant, era un poble comerciant i industriós, i va continuar sota domini persa, la qual cosa, unida a la pau, va portar a una gran prosperitat.
Amb el temps, van ressemblar més i més als grecs. Una cosa molt peculiar era que les dones s'havien de guanyar el dot dedicant-se a la prostitució, cosa que no alterava evidentment llur reputació, puix que era acceptat com a normal i fins i tot necessari. El caràcter de les dones lídies es va haver de veure afectat i els autors grecs antics en parlen amb menyspreu, diu Estrabó.
De la seva religió se'n coneix poc: la deïtat principal era Cíbele, però adoraven també Àrtemis i Dionís, i els símbols fàl·lics eren universalment adorats i un gran fal·lus s'erigia prop de les tombes.
Es diu que els lidis van instaurar per la primera vegada els hostals per als viatgers, i van ser els primers a batre moneda. Les monedes lídies no tenen inscripcions, però les imatges gregues hi són perfectament reproduïdes, amb un lleó que representava l'emblema de la ciutat de Sardes, la seva capital. Es desconeix si tenien alfabet o literatura pròpia, però aviat es van familiaritzar amb la cultura grega, molt veïna.